# Tropidieae
Tropidieae je  tribus orhideja, dio potporodice Epidendroideae. Postoje dva roda; tipični je Tropidia Lindl. s 35 vrste iz Azije, Australije i Amerike.

## Rodovi
1. Corymborkis Thouars  (9 spp.)
2. Tropidia Lindl. (35 spp.)